# Matthew Glaetzer
Matthew Glaetzer (ur. 24 sierpnia 1992 w Adelaide) – australijski kolarz torowy, pięciokrotny medalista mistrzostw świata.

## Kariera
Pierwszy sukces w karierze Matthew Glaetzer osiągnął w 2010 roku, kiedy zdobył złote medale mistrzostw świata juniorów w sprincie indywidualnym i keirinie, a w sprincie drużynowym był drugi. Rok później, podczas mistrzostw świata w Apeldoorn wspólnie z Danem Ellisem i Jasonem Niblettem wywalczył brązowy medal w sprincie drużynowym. W 2012 roku wystąpił na mistrzostwach świata w Melbourne, gdzie razem z Shane’em Perkinsem i Scottem Sunderlandem zdobył złoty medal w tej samej konkurencji. Kolejny medal wywalczył na mistrzostwach świata w Londynie, zajmując drugie miejsce w sprincie indywidualnym. W zawodach tych wyprzedził go jedynie Jason Kenny z Wielkiej Brytanii.